# Віда Огнєнович
Віда Оґнєнович (нар. 14 серпня 1941 року в селищі Дубочке, Чорногорія) — сербська театральна режисерка, драматург, дипломатка.

## Біографія
Навчалася в Белградському університеті та університеті мистецтв, Сорбонні та Університеті Міннесоти. Працювала в Белградському національному театрі як художній керівник, драматург, режисер, генеральний менеджер.
У 1989 році була одним із засновників Демократичної партії Сербії.
У 2001—2006 роках — посол Сербії в Норвегії, з 2008 — посол Сербії в Данії.